# Eastern West Khasi Hills
Der Distrikt Eastern West Khasi Hills ist ein Distrikt im indischen Bundesstaat Meghalaya. Verwaltungssitz ist die Kleinstadt Mairang.

## Geografie
Der Distrikt liegt im Zentrum des indischen Bundesstaats Meghalaya in den Khasi Hills. Von wenigen Ebenen abgesehen ist der gesamte Distrikt Bergland mit zahlreichen Hügeln und Bergen. Die höchsten Berge sind der Mawthadraishan Peak (1925 Meter über Meer) und der Kyllang Rock (1774 Meter über Meer). Der Nordteil des Distrikts entwässert in den Brahmaputra und der Südteil in den Meghna. Die gesamte nördliche Hälfte ist bewaldet. In den höheren Lagen herrscht ein gemäßigtes Klima, während im Tiefland tropische Temperaturen vorherrschen.
Die Fläche des Distrikts beträgt 1357 Quadratkilometer. Nachbardistrikte sind die Distrikte Ri-Bhoi im Norden, Nordosten und Osten, East Khasi Hills im Osten und Südosten, South West Khasi Hills im Süden sowie West Khasi Hills im Westen.

## Geschichte
Der Distrikt liegt im Kernland der Khasi und teilt deren Geschichte. Der Distrikt selber entstand am 10. November 2021 aus den östlichen Gebieten des bisherigen Distrikts West Khasi Hills, den C.D. Blocks Mairang und Mawthadraishan.

## Bevölkerung
Nach der Volkszählung 2011 hat der Distrikt Eastern West Khasi Hills 131.451 Einwohner. Bei 97 Einwohnern pro Quadratkilometer ist der Distrikt eher dünn besiedelt. Die Bewohner leben in der Stadt Mairang (14.363 Einwohner) und zahlreichen Landgemeinden.
Der Distrikt Eastern West Khasi Hills wird fast gänzlich von Angehörigen der „Stammesbevölkerung“ (scheduled tribes) besiedelt. Zu ihnen gehörten (2011) 129.758 Personen (98,71 Prozent der Distriktsbevölkerung). Zu den Dalit (scheduled castes) gehörten 2011 nur 9 Menschen (0,01 Prozent der Distriktsbevölkerung).
Im Distrikt gibt es einen knappen Männerüberhang. Den 66.016 Bewohnern (50,22 %) stehen 65.435 Bewohnerinnen gegenüber. Bei der Jugend (29.987 Personen unter 7 Jahren) stehen 15.306 Knaben (51,04 %) 14.681 Mädchen gegenüber.

### Einwohnerentwicklung
Die Einwohnerzahl steigt wie beinahe überall in Indien. Der Zuwachs betrug in den Jahren zwischen 2001 und 2011 rund 29.000 Personen oder 28,3 %.

### Bedeutende Orte
Im Distrikt Eastern West Khasi Hills gibt es mit dem Distrikthauptort Mairang nur einen einzigen Ort, der zu den als städtische Siedlungen gerechneten Orten (census towns) gehört. Die Landbevölkerung stellt 117.088 Personen oder 89,07 % der Distriktsbevölkerung.

### Bevölkerung des Distrikts nach Sprachen
Beinahe die gesamte Einwohnerschaft des Distrikts Eastern West Khasi Hills spricht verschiedene Khasi-Sprachen wie Khasi, War und Pnar/Synteng. Im Block Mawthadraishan lebt die Sprachminderheit Reang (2004 der 49.014 Einwohner oder 4,09 % der Bevölkerung), das dem Tripuri zugerechnet wird. Bei der Volkszählung 2011 kam es im Vergleich zur Volkszählung 2001 zu starken Veränderungen der Sprachverteilung, weil 37.760 der 49.014 Personen (oder 77,04 %) im Block Mawthadraishan keine Angabe zu ihrer Muttersprache machten. Im Jahr 2001 war Khasi in beiden Blocks die Sprache von über 90 % der Einwohnerschaft.

### Bevölkerung des Distrikts nach Bekenntnissen
In den letzten 100 Jahren ist fast die gesamte einheimische Bevölkerung zum Christentum übergetreten. Im Block Mairang gibt es eine schrumpfende Minderheit von Anhängern der traditionellen Religionen (4604 Menschen oder 5,58 %). Die genaue Verteilung auf die einzelnen Glaubensgemeinschaften zeigt die nachfolgende Tabelle:
| Jahr                                   | Buddhisten | Buddhisten | Christen | Christen | Hindus | Hindus | Jainas | Jainas | Muslime | Muslime | Sikhs | Sikhs | Andere | Andere | keine Angaben | keine Angaben | Total   | Total    |
| Jahr                                   | Zahl       | %          | Zahl     | %        | Zahl   | %      | Zahl   | %      | Zahl    | %       | Zahl  | %     | Zahl   | %      | Zahl          | %             | Zahl    | %        |
| -------------------------------------- | ---------- | ---------- | -------- | -------- | ------ | ------ | ------ | ------ | ------- | ------- | ----- | ----- | ------ | ------ | ------------- | ------------- | ------- | -------- |
| 2011                                   | 407        | 0,31       | 124.804  | 94,94    | 270    | 0,21   | 16     | 0,01   | 404     | 0,31    | 7     | 0,01  | 4857   | 3,69   | 686           | 0,52          | 131.451 | 100,00 % |
| Quelle: Ergebnis der Volkszählung 2011 |            |            |          |          |        |        |        |        |         |         |       |       |        |        |               |               |         |          |

## Bildung
Dank bedeutender Anstrengungen steigt die Alphabetisierung. Die Werte für den Distrikt liegen deutlich über dem indischen Durchschnitt. Die sonst für Indien typischen Verhältnisse mit starken Unterschieden zwischen den Geschlechtern sowie Stadt und Land gibt es im Distrikt nicht. Prozentual können sogar mehr Frauen als Männer lesen und schreiben.
| Alphabetisierung im Distrikt Eastern West Khasi Hills |                   |                   |
| Einheit                                               | Volkszählung 2011 | Volkszählung 2011 |
| Einheit                                               | Anzahl            | Anteil            |
| GESAMT                                                | 101.464           | 80,21 %           |
| Männer                                                | 50.710            | 78,91 %           |
| Frauen                                                | 50.754            | 81,50 %           |
| STADT GESAMT                                          | 11.632            | 88,20 %           |
| Stadt-Männer                                          | 5691              | 87,68 %           |
| Stadt-Frauen                                          | 5941              | 88,69 %           |
| LAND GESAMT                                           | 89.832            | 79,17 %           |
| Land-Männer                                           | 45.019            | 77,80 %           |
| Land-Frauen                                           | 44.813            | 80,55 %           |
| Quelle: Ergebnis der Volkszählung 2011                |                   |                   |

## Verwaltungsgliederung
Der Distrikt hat mit Mairang und Mawthadraishan nur zwei Community Development Blocks (C.D. Blocks; Unterbezirke).